# Park Hyoung-su
Park Hyoung-su ( Chuncheon, Gangwan-do, 11 de agosto de 1972 ) es un escritor surcoreano.  Autor de un cuento titulado Krabi, una historia de ficción que lleva el nombre de un distrito tailandés.

## Biografía
Park Hyoung-su nació en Chuncheon, Gangwan-do en 1972 y se graduó por la Universidad de Corea, con un doctorado en 2010 por la Escuela de Posgrado de la Universidad de Corea. Previamente se graduó por la Universidad de Hanyang en literatura coreana en 1999.  Park hizo su debut literario en 2000 a través de Hyundae Munhak. Actualmente enseña escritura creativa en la Universidad de Corea .

## Trayectoria
Park sitúa a menudo sus obras fuera de Corea, o encuentra su génesis fuera de Corea.  Difícil de encasillar, varios críticos lo describen como un "narrador de historias", "metamórfico" y "consciente de sí mismo", entre otros términos. La revista LIST ha resumido su papel con estas palabras: "La novela como invención moderna es lo que muchos escritores coreanos jóvenes están reflexionando mientras intentan redefinir el paisaje de la literatura coreana moderna. De estos escritores, Park Hyoung-su se destaca por la percepción, la inteligencia y la imaginación lúdica tan evidentes en su obra.  En este momento, su única obra traducida al inglés es Arpan ( Asia Publisher ) que ha sido bien reseñada en www.ktlit.com como "otro shock para un lector habitual de literatura coreana en traducción, ya que esta se adentra en el extranjero, así como en el relativismo cultural y la posición del plagio/copia en Corea. ".

## Premios
- 2016: premio literario Kim you jeong
- 2012: premio al Artista Joven de Hoy
- 2010: premio Daesan de literatura

## Obras en inglés
- Arpan (Asia Publishers, 2014)

## Obras en coreano
- 뺨에 묻은 보석 마음산책 2021
- 여기 우리 마주 (2021 현대문학상 소설집) 현대문학 2021
- 마음의 부력 (2021 이상문학상 작품집) 문학사상사 2021
- 낭만주의 문학동네 2018
- 당신의 노후 현대문학 2018
- 산책자의 행복 (2016,이효석 문학상 수상작품집) 생각정거 2016
- 거기 있나요 (2016 김유정문학상 제10회 수상작품집) 은행나무 2016
- 작가와 고양이 폭스코너 2016
- 베를린 필 (2016 제61회 현대문학상 수상소설집) 현대문학 2016
- 끄라비 문학과지성사 2014
- 빈집 (제12회 황순원 문학상 수상작품집) 문예중앙 2012
- 작가가 선정한 오늘의 소설 (2012) 작가 2012
- 핸드메이드 픽션 문학동네 2011
- 부메랑 (2011 제11회 황순원문학상 수상작품집) 문예중앙 2011
- 작가가 선정한 오늘의 소설 (2011) 작가 2011
- 새벽의 나나 (제18회 대산문학상 수상작) 문학과지성사 2010
- 사랑을 믿다 (2008년 제32회 이상문학상 작품집) 문학사상사 2008
- 자정의 픽션 문학과지성사 2006
- 토끼를 기르기 전에 알아두어야 할 것들 문학과지성사 2003